# Barry Painting
Barry Painting (Zimbabwe, 26 maart 1988) is een Zimbabwaans golfprofessional, die actief was op de Sunshine Tour.
In 2004 behaalde Painting zijn eerste profzege op de Sunshine Tour door het FNB Botswana Open te winnen. Hij was ook tijdelijk actief op de Europese PGA Tour, maar hij behaalde daar geen successen.

## Prestaties

### Professional
Sunshine Tour
| Nr. | Datum         | Toernooi          | Score        | Score | Info  |
| --- | ------------- | ----------------- | ------------ | ----- | ----- |
| 1   | 27 maart 2004 | FNB Botswana Open | 62+65+68=195 | –18   | [ 1 ] |